# أتيلا كوفاكس
أتيلا كوفاكس (بالمجرية: Kovács Attila)‏ هو لاعب كرة قدم مجري في مركز حراسة المرمى، ولد في 24 فبراير 1956 في بيتش في المجر. شارك مع منتخب المجر لكرة القدم. أما مع النوادي، فقد لعب مع نادي فاساس.